# Berenice Azambuja
Berenice da Conceição Azambuja (Porto Alegre, 21 de março de 1952 — Passo Fundo, 3 de junho de 2021) foi uma cantora, compositora e instrumentista brasileira de música nativista gaúcha. Seu maior sucesso é a canção É Disto Que o Velho Gosta, do álbum Romance de Terra e Pampa, de 1980, composta por Berenice Azambuja juntamente com Gildo Campos. Ao longo de sua carreira conquistou 3 Discos de ouro. Tem gravado entre CDs e vinis 17 discos e um DVD.

## Biografia
Berenice Azambuja nasceu em 21 de março de 1952 no bairro Partenon em Porto Alegre, filha de Pedro Paulo de Azambuja e Ernestina da Conceição Azambuja. Cresceu no meio artístico (o pai era violinista e a mãe artista circense) e com uma tia próxima aprendeu a tocar acordeão ainda criança. Aos 7 anos ganhou seu primeiro acordeão e entrou no conservatório de música, se formando aos 11 anos em teoria e solfejo. Foi aos 11 anos de idade que se apresentou no programa infantil "Clube do Guri", acompanhando no acordeão a cantora Elis Regina, na época com 18 anos. Com 12 anos se formou em acordeão, com 14 fez curso de aperfeiçoamento e, aos 15, curso superior de música. Quando ia entrar para o curso de maestrina parou devido as viagens junto com os conjuntos de baile, onde se apresentava como menina prodígio que cantava e tocava.
Foi na sua juventude que ela adotou o chiripá, típico traje masculino gaúcho, para se apresentar. Usar vestido de prenda dificultava os movimentos com o acordeão, além de que esta era desconfortável, com sua saia de armação e exigindo o uso de salto alto. Assim, a mãe de Berenice fez um chiripá para mulher, onde os bordados eram voltados para a frente em vez de para trás, como é no chiripá masculino tradicional, parecendo uma sainha. O uso do chiripá gerou críticas entre tradicionalistas mais conservadores, mas acabou se tornando uma marca-registrada de Berenice. Atualmente a peça adaptada é amplamente difundida entre as mulheres que frequentam o meio tradicionalista, assim como outros elementos que foram estilizados para atenderem ao público feminino, como a bombacha, o cinto e o lenço.
Além de tocar em conjuntos de música regionalista Berenice durante um tempo participou de um grupo de jovem guarda chamado As Brasas, As Carecas, junto com a cantora Yoli Planagumá. Esse grupo era formado só por mulheres jovens e todas as integrantes, excetuando ela, haviam raspado a cabeça. Durante a apresentação elas usavam perucas e no ponto alto da apresentação rapazes da platéia eram chamados para tirar as perucas exibindo assim as carecas das cantoras. Berenice encerrava o show com o seu acordeão vestida de gaúcho.
Em 1975 aos 23 anos grava Fogo de Chão, seu primeiro disco acompanhada do grupo Os Açorianos. Durante a mixagem desse ela assinou o contrato com a gravadora Continental para gravar o primeiro disco solo, Gauchinha Faceira, em 1976. Em 1980 lança o disco Romance de Terra e Pampa com o seu grande sucesso "É disto que o velho gosta", composta junto com Gildo Campos em homenagem ao seu pai. Esse sucesso foi um marco em sua carreira, projetando ela nacionalmente. A música foi regravada em 1985, por Sérgio Reis, e em 1996, por Chitãozinho & Xororó.
Nas eleições de 2016 se candidatou a vereadora  no município de Cidreira, no Litoral Norte do RS, pelo PSD. Não se elegeu, recebendo 23 votos.

## Morte
Morreu no dia 3 de junho de 2021 na cidade de Passo Fundo em decorrência de uma parada cardíaca. A cantora lutava contra um câncer de pâncreas.

## Discografia
- 1975 - Fogo de Chão (com o grupo Os Açorianos)
- 1976 - Gaúchinha Faceira - Continental
- 1978 - É o Sucesso - Continental
- 1979 - Canto Para Mil Querências - Continental
- 1980 - Romance de Terra e Pampa - Continental
- 1981 - Tropeada da Vida - Continental
- 1983 - Canto da Terra - Continental
- 1984 - Berenice Azambuja - Vol. 8 - Continental
- 1986 - Xote Largado - Continental
- 1989 - No Jeitinho Brasileiro - Chantecler
- 1992 - Berenice Azambuja
- 1995 - Um Pedaço do Meu Pago - ACIT
- 1998 - Chimarrão e Água de Côco - ACIT
- 1999 - Mulher Quartuda - ACIT
- 2003 - Quem Tá Mandando é a Mulherada - USA Discos
- 2008 - Dançando Num Saravá - USA Discos